# ドール・バイ・ドール
ドール・バイ・ドール（Doll by Doll）は、1977年にジャッキー・レヴンによって結成されたロンドンを拠点とするロック・バンド。ニュー・ウェイヴの時期に有名になったが、当時の音楽プレスにはほとんど無視されていた。 彼らのエモーショナルでサイケデリックな音楽は、当時の他のバンドと歩調を合わせていないと判断されていた。 

## 略歴
オリジナルのラインナップは、ジャッキー・レヴン（ボーカル、ギター）、ジョー・ショウ（ボーカル、ギター）、ロビン・スプレアフィコ（ボーカル、ベース）、デヴィッド・マッキントッシュ（ボーカル、パーカッション）であった。このラインナップは、スプレアフィコがトニー・ウェイト（1958年–2003年）と交代する前にスタジオ・アルバム『Remember』1枚のみを録音している。交代後のラインナップでは、バンドが分裂するまでに、アルバム『ジプシー・ブラッド』（ジョン・シンクレアがプロデュース）と、その名を冠したサード・アルバム『Doll By Doll』をリリースした。
最終アルバム『Grand Passion』の時点で、オリジナル・ラインナップから残ったのはレヴンだけとなり、ヘレン・ターナー（ボーカル、キーボード）とトム・ノルデン（ボーカル、ギター、ベース）が、ピンク・フロイドのデヴィッド・ギルモアを含む数多くのゲスト・ミュージシャンと共に参加。ライブではマーク・フレッチャー（ベース）とクリス・クラーク（ドラム）がグループで演奏した。ドール・バイ・ドールは1983年になり崩壊したが、レヴン、ショウ、マッキントッシュに元セックス・ピストルズのグレン・マトロックを加えた編成で、「Concrete Bulletproof Invisible」という名前の下、1988年にシングル「Big Tears」をリリースしている。その後、レヴンは多作なソロ・アーティストとなり、よりフォーク志向の楽曲をフィーチャーしたアルバムなど一連のリリースを行うようになった。
2005年にオリジナル・バンドによるライブ・レコーディングがリリースされた。アルバム『Remember』の1曲を除くすべての曲をフィーチャーした『Revenge Of Memory』は、1977年にシェフィールドのリミッツ・クラブで録音されている。
4枚のドール・バイ・ドールのスタジオ・アルバムはすべて、2007年3月にWEA/ライノから初めてCDでリリースされた。

## ディスコグラフィ

### アルバム
- Remember (1979年、Automatic)
- 『ジプシー・ブラッド』 - Gypsy Blood (1979年、Automatic)
- Doll By Doll (1980年、Magnet)
- Grand Passion (1982年、Magnet)
- Revenge of Memory (2005年、Haunted Valley) ※1977年、シェフィールド・リミッツ・クラブでのライブ録音